# Novara Football Club 2023-2024
Questa voce raccoglie le informazioni riguardanti il Novara Football Club nelle competizioni ufficiali della stagione 2023-2024.

## Divise e sponsor
Lo sponsor tecnico per la stagione 2023-2024 è Erreà, mentre gli sponsor ufficiali sono Gorgonzola Igor (main sponsor) e Betpoint Sport News (co-sponsor).
| Casa | Trasferta | Terza divisa |

## Organigramma societario
Area direttiva
- Presidente: Massimo Ferranti, poi Marco La Rosa
- Vicepresidente: Fabio Boveri
- Direttore generale: Pietro Lo Monaco
- Direttore commerciale: Antonio Stinà
- Segretario Generale: Stefano Toti
- Responsabile Comunicazioni: Matteo Pisoni
- Responsabile Marketing: Paolo Esposito

Area sportiva
- Direttore sportivo: Simone Di Battista, poi Christian Argurio
- Responsabile area scouting: Simone Di Battista
- Team manager: Filippo Giordanengo

Area tecnica
- Vice allenatore: Paolo Conforti, poi Matteo Gaio
- Preparatore dei portieri: Roberto Pavesi
- Preparatore atletico: Stefano Bortolan
- Preparatore atletico: Nicolò Degiorgi

Area Medica
- Responsabile Sanitario: Samuele Vanni
- Medico Sociale: Gaetano Rossi

## Rosa
Aggiornata al 19 gennaio 2024.
| N. |                    | Ruolo | Calciatore           |
| -- | ------------------ | ----- | -------------------- |
| 1  | Italia (bandiera)  | P     | Stefano Minelli      |
| 3  | Italia (bandiera)  | D     | Oliver Urso          |
| 4  | Italia (bandiera)  | C     | Luca Prinelli        |
| 5  | Italia (bandiera)  | D     | Samuele Bonaccorsi   |
| 6  | Italia (bandiera)  | D     | Davide Bertoncini    |
| 7  | Italia (bandiera)  | A     | Filippo Gerardini    |
| 8  | Italia (bandiera)  | C     | Alessandro Di Munno  |
| 9  | Italia (bandiera)  | A     | Stefano Scappini     |
| 10 | Italia (bandiera)  | A     | Christian Donadio    |
| 11 | Italia (bandiera)  | A     | Niccolò Corti        |
| 12 | Italia (bandiera)  | P     | Giacomo Boscolo Palo |
| 14 | Italia (bandiera)  | C     | Thomas Schirò        |
| 15 | Marocco (bandiera) | D     | Omar Khailoti        |
| 20 | Italia (bandiera)  | A     | Lorenzo Catania      |
| 21 | Italia (bandiera)  | C     | Roberto Ranieri      |
| 22 | Italia (bandiera)  | P     | Tommaso Menegaldo    |
| 23 | Italia (bandiera)  | C     | Giorgio Savini       |
| 24 | Italia (bandiera)  | C     | Mattia Speranza      |

| N. |                    | Ruolo | Calciatore          |
| -- | ------------------ | ----- | ------------------- |
| 25 | Italia (bandiera)  | C     | Samuele Gerbino     |
| 26 | Italia (bandiera)  | D     | Salvatore Boccia    |
| 27 | Italia (bandiera)  | A     | Simone Rossetti     |
| 28 | Italia (bandiera)  | C     | Adrian Cannavaro    |
| 29 | Italia (bandiera)  | A     | Francesco Margiotta |
| 30 | Italia (bandiera)  | D     | Francesco Migliardi |
| 31 | Canada (bandiera)  | P     | Axel Desjardins     |
| 32 | Italia (bandiera)  | D     | Lorenzo Caradonna   |
| 33 | Italia (bandiera)  | A     | Ludovico D'Orazio   |
| 39 | Italia (bandiera)  | D     | Yaniss Saidi        |
| 42 | Italia (bandiera)  | C     | Alvaro Ngamba       |
| 77 | Islanda (bandiera) | A     | Arni Vilhjalmsson   |
| 79 | Italia (bandiera)  | D     | Edoardo Lancini     |
| 80 | Italia (bandiera)  | C     | Karim Fragomeni     |
| 96 | Italia (bandiera)  | C     | Alessandro Valenti  |
|    | Italia (bandiera)  | A     | Accursio Bentivegna |
|    | Irlanda (bandiera) | A     | Liam Kerrigan       |